# Giovanna Gianera
Giovanna Gianera (11 ottobre 1968) è un'ex sciatrice alpina italiana.

## Biografia
Slalomista pura originaria di Madesimo, ottenne un solo piazzamento in Coppa del Mondo, il 2 dicembre 1990 in Val di Zoldo (13ª), e colse l'ultimo risultato in carriera ai Campionati italiani 1991, dove vinse la medaglia d'oro. Non prese parte a rassegne olimpiche o iridate.

## Palmarès

### Coppa del Mondo
- Miglior piazzamento in classifica generale: 79ª nel 1991

### Campionati italiani
- 1 medaglia[1]:
  - 1 oro (slalom speciale nel 1991)